# Ippopotami (album)
Ippopotami è il 16º album di Roberto Vecchioni, pubblicato dalla CGD nel 1986.

## Descrizione
È sicuramente uno dei suoi dischi meno apprezzati dal pubblico, il quale contribuisce al divorzio artistico tra Vecchioni e Michelangelo Romano, coautore di alcuni brani dell'album. Buona parte dei titoli sono mutuati da famose pellicole cinematografiche.
Nella canzone che ne dà il titolo si polemizza contro i trasformisti e i rampanti della scala sociale, paragonati al mammifero dall'aspetto goffo ed eccessivo. La stessa traccia, dalla inusuale durata di nove minuti, è legata a un intermezzo strumentale, che sviluppa il tema della canzone precedente, e dove Vecchioni si limita a recitare alcuni versi.
In Nel regno di Napoli c'è la dicotomia tra la nobiltà che comandava a Napoli al tempo della dominazione straniera e la miseria del popolo. Le lingue francese e napoletana si mescolano rappresentando le due classi, nobiltà e miseria, agli antipodi benché presente nella stessa città, contrasto rafforzato anche dalla contrapposizione degli avverbi "quelquefois" ("talvolta" in francese) e "sempe" ("sempre" in napoletano). La canzone è edita come unica traccia, e suddivisa in tre parti i cui titoli sono presi da celebri opere teatrali ambientate a Napoli, divenute poi anche dei film. La prima e la terza di queste presentano la medesima melodia; la seconda, "L'oro di Napoli" è cantata dal Coro dei Piccoli Cantori di Milano fondato da Niny Comolli e diretto da Laura Marcora.
Aimez-vous Chopin? è ispirato alla trama del film "I love you", con protagonista Christopher Lambert, dove uno degli oggetti chiave è un portachiavi, nominato nel testo.
La melodia di Oltre il giardino è uguale a quella di Livingstone, inclusa nel precedente album "Bei tempi".
Chiari di luna è cantata interamente in francese, e nell'arrangiamento si ispira alla "Sonata al chiaro di luna" di Ludwig van Beethoven.
Le ultime tre tracce furono pubblicate inizialmente solo nella versione musicassetta, la quale era abbinata allo stesso vinile, i due formati essendo venduti a un prezzo vantaggioso. Questa operazione fu annunciata come un tentativo di lotta alla pirateria dei nastri illegali. Queste tre tracce supplementari rappresentano tuttavia dei provini di studio, e la prima di queste racchiude una sorta di intervista a commento delle singole tracce, frammista ad alcuni lacerti da sala di incisione.

## Tracce
Nella prima edizione dell'album, le ultime tre tracce erano presenti solo nella cassetta abbinata all'LP.
1. Sogni d'oro - 5:18
2. Indiscreto - 1:41
3. Aimez-vous Chopin? (Una serata normale) - 5:12
4. Oltre il giardino - 2:23
5. Chiari di luna - 5:53
6. Ippopotami - 9:06
7. Notturno - 4:00
8. Nel regno di Napoli
  1. Miseria e nobiltà - 3:10
  2. L'oro di Napoli - 3:31
  3. Le voci di dentro - 1:14

Cassetta allegata
1. Appunti, intervalli, prove, provini e frammenti - 7:30
2. Così lontani dalla riva - 2:48
3. E noi, le voci e le parole - 2:26

## Formazione
- Roberto Vecchioni – voce
- Luigi Macchiaizzano – programmazione
- Mauro Paoluzzi – tastiera, pianoforte, basso, sintetizzatore, batteria elettronica, chitarra elettrica, chitarra acustica
- Demo Morselli – tromba
- Amedeo Bianchi – sax
- I Piccoli Cantori di Milano – cori